# In Ichan Tonatiuh Ilhuicac
In Ichan Tonatiuh Ilhuicac („Dom Słońca w Niebie”) – w mitologii Azteckiej kraina gdzie mieszka Słońce pod postacią boga Tonatiuh.
Aztekowie, In Ichan Tonatiuh Ilhuicac dzielili na dwie części – wschodnią i zachodnią zwaną Cihuatlampa W każdej części świata znajdowały się odpowiednie krainy zwane Cincalco (na zachodzie), Mictlan (północ), Tlalocan (wschód). We wszystkich tych krainach przebywali bóstwa i zwykli ludzie.
In Ichan Tonatiuh Ilhuicac wyobrażano sobie jako rozległą równinę porośniętą drzewami i gajami. Najczęściej był utożsamiany z trzecim lub z czwartym poziomem nieba. Niektóre relacje umiejscawiały tę krainę jako rozciągniętą na powierzchnię wszystkich stopni niebiańskiej piramidy a głównie na stronie wschodniej i zachodniej. Do Ichan Tonatiuh Ilhuicac szli po śmierci ludzie szczególnie zasłużeni dla podtrzymania świata w istnieniu, czyli ci, co oddali swe życie, aby nakarmić bogów a przede wszystkim Słońce. W pierwszej kolejności byli to wojownicy polegli na wojnie lub jeńcy ofiarowani w ofierze bogom. Następne były kobiety zmarłe przy pierwszym porodzie zwane Cihuateteo („kobiety-boginie”) lub Cihuapipiltin („Szlachetne Boginie”, „Ubóstwione Kobiety”). Ostatnią grupę stanowili kupcy, którzy zmarli poza domem, w trakcie załatwiania spraw związanych z ich zawodem. Innymi mieszkańcami były zmarłe podczas wojny dzieci oraz tancerze i muzycy wraz ze swymi instrumentami